# Theodore R. Cogswell
Theodore Rose Cogswell (geboren am 10. März 1918 in Coatesville, Pennsylvania; gestorben am 3. Februar 1987 in Scranton, Pennsylvania) war ein amerikanischer Science-Fiction-Autor.

## Leben
Cogswell war im spanischen Bürgerkrieg auf republikanischer Seite 1937 bis 1939 Ambulanzfahrer im Lincoln-Bataillon. Im Zweiten Weltkrieg diente er 1942 bis 1946 bei der US Air Force und war in Indien, Burma und China stationiert.
1948 machte er seinen B. A. an der University of Colorado. 1949 schloss er mit einem M. A. an der University of Minnesota ab und war anschließend dort Doktorand bis 1953, dann Dozent an der University of Kentucky bis 1956 und an der University of Denver bis 1957.
Von 1958 bis 1965 war er Assistant Professor für Englisch am Ball State College und von 1965 an am Keystone Junior College in La Plume, Pennsylvania. Er lebte in Chinchilla, Pennsylvania.
Während seiner Zeit als Doktorand an der University of Minnesota hatte er die Bekanntschaft der SF-Autoren Gordon R. Dickson und Poul Anderson gemacht, die ihn zum Schreiben ermutigten.
1952 veröffentlichte er seine erste Erzählung The Specter General bei Astounding Science Fiction. Wie auch diese erste zeigen viele der bis 1981 erschienenen über 40 Kurzgeschichten eine Neigung zum Satirischen und Humoristischen. Gesammelt erschienen seine SF-Geschichten in
The Wall Around the World (1962) und The Third Eye (1968). Neben seinen Kurzgeschichten veröffentlichte Cogswell auch eine Reihe von SF-Balladen.
Zusammen mit Charles A. Spano, Jr. schrieb er 1976 Spock, Messiah!, den zweiten Band der bei Bantam erschienenen Serie der Star-Trek-Romane. Außerdem verfasste er ein Drehbuch für die Fernsehserie Tales of Tomorrow (Red Dust, 1952).
Von 1959 bis 1962 brachte Cogswell unter dem Titel Publications of the Institute of Twenty-First Century Studies, meist zu PITFCS abgekürzt, ein Fanzine für professionelle SF-Autoren heraus, in dem Beiträge von Brian W. Aldiss, Poul Anderson, Isaac Asimov, James Blish, Anthony Boucher, Reginald Bretnor, Algis Budrys, John W. Campbell Jr., Arthur C. Clarke, Avram Davidson, Gordon R. Dickson, Horace L. Gold, Robert A. Heinlein, Damon Knight, Fritz Leiber, Dean McLaughlin, Judith Merril, Frederik Pohl, Eric Frank Russell, Theodore Sturgeon und Donald A. Wollheim erschienen. 
Die Zeitschrift wurde geschätzt als eine Art internes Forum, in dem man sich relativ frei und unverblümt über eigene Arbeiten und die Arbeiten Anderer austauschen konnte.
Ein letzter Band mit älterem Material erschien 1979. 1992 erschien ein Sammelband mit sämtlichen Ausgaben bis auf eine, deren Gegenstand eine besonders erbitterte Kontroverse um Walter M. Miller war.
Cogswell war zweimal verheiratet und hatte zwei Töchter.

## Auszeichnungen
- 2000 First Fandom Hall of Fame Award

## Bibliografie
Roman
- Spock, Messiah! (1976; auch: Spock Messiah, 1977; mit Charles A. Spano jr.)
  - Deutsch: Der falsche Prophet. Übersetzt von Leni Sobez. Pabel (Terra Taschenbuch #296), 1978. Auch als: Spock, Messias. Übersetzt von Leni Sobez. Goldmann SF Enterprise #23619, 1990, ISBN 3-442-23619-3.

Sammlungen
- The Wall Around the World (1962)
  - Deutsch: Die Mauer um die Welt und andere Stories. Übersetzt von M. Daenner und R. Rose. Moewig (Terra #296), 1963 (enthält nur 4 von 10 Kurzgeschichten der Originalausgabe).
- The Third Eye (1968; als Theodore Cogswell)
- The First Theodore R. Cogswell Megapack (2014)

Kurzgeschichten
1952:
- The Specter General (in: Astounding Science Fiction, June 1952; auch: The Spectre General, 1973; als Theodore Cogswell)
  - Deutsch: Der Generalinspekteur. Übersetzt von M. Daenner und R. Rose. In: Die Mauer um die Welt und andere Stories. 1963. Auch als: Der Generalinspekteur kommt. Übersetzt von Heinz Zwack. In: Ben Bova und Wolfgang Jeschke (Hrsg.): Titan 14. Heyne SF&F #3734, 1980, ISBN 3-453-30637-6.

1953:
- The Short Count (in: Avon Science Fiction and Fantasy Reader, January 1953)
- The Other Cheek (in: Science Fiction Adventures, May 1953)
- Minimum Sentence (in: Galaxy Science Fiction, August 1953)
  - Deutsch: In der Zwischenzeit … Übersetzt von Clark Darlton. In: Walter Ernsting (Hrsg.): Galaxy 6. Heyne SF&F #3077, 1966.
- Emergency Rations (in: Imagination, September 1953)
  - Deutsch: Betrogener Betrüger. Übersetzt von Tony Westermayr. In: Isaac Asimov, Martin H. Greenberg und Joseph D. Olander (Hrsg.): Feuerwerk der SF. Goldmann (Edition '84: Die positiven Utopien #8), 1984, ISBN 3-442-08408-3.
- The Wall Around the World (in: Beyond Fantasy Fiction, September 1953)
  - Deutsch: Die Mauer um die Welt. Übersetzt von M. Daenner und R. Rose. In: Die Mauer um die Welt und andere Stories. 1963. Auch als: Die Wand um die Welt. Übersetzt von Agathe Weigel. In: Joachim Kalka (Hrsg.): J. H. Obereits Besuch bei den Zeit-Egeln. Klett-Cotta Hobbit-Presse #95098, 1983, ISBN 3-608-95098-2.

1954:
- Wolfie (in: Beyond Fantasy Fiction, January 1954)
  - Deutsch: Wolfie. Übersetzt von M. Daenner und R. Rose. In: Die Mauer um die Welt und andere Stories. 1963.
- Lover Boy (in: Beyond Fantasy Fiction, March 1954)
- Limiting Factor (in: Galaxy Science Fiction, April 1954)
- Barrier (in: Science Fiction Stories, #2 1954)
- The Masters (in: Thrilling Wonder Stories, Summer 1954)
- The Big Stink (in: If, July 1954)
- Disassembly Line (in: Beyond Fantasy Fiction, July 1954)
- Contact Point (in: If, August 1954; als Theodore Cogswell, mit George Rae Cogswell und Poul Anderson)
- Invasion Report (in: Galaxy Science Fiction, August 1954)
  - Deutsch: Invasionsbericht. Übersetzt von M. Daenner und R. Rose. In: Die Mauer um die Welt und andere Stories. 1963.
- Conventional Ending (in: Future Science Fiction, October 1954)
- Mr. Hoskin’s Blasting Rod (in: Fantastic Universe, November 1954; auch: Mr. Hoskin’s Heel, 1968)

1955:
- Test Area (in: Fantastic Universe, February 1955)
- Training Device (in: Imagination, March 1955)
- No Gun to the Victor (in: Imagination Science Fiction, October 1955; auch: Consumer’s Report, 1968)
- Meddler’s World (in: Science Fiction Quarterly, November 1955; als Theodore Cogswell, mit Mack Reynolds)

1956:
- Threesie (in: The Magazine of Fantasy and Science Fiction, January 1956)
- Impact With the Devil (in: The Magazine of Fantasy and Science Fiction, November 1956; auch: Impact with the Devil, 1968)

1957:
- You Know Willie (in: The Magazine of Fantasy and Science Fiction, May 1957)
  - Deutsch: Ihr kennt doch Willie. Übersetzt von Sonja Hauser. In: Bill Pronzini, Martin H. Greenberg und Barry N. Malzberg (Hrsg.): Unheimliches. Heyne Jubiläumsband #9, 1985, ISBN 3-453-37009-0.
- Aces Loaded (in: Venture Science Fiction Magazine, July 1957)
  - Deutsch: Falschspieler. Übersetzt von Wulf H. Bergner. In: Wulf H. Bergner (Hrsg.): Stürme auf Siros. Heyne SF&F #3237, 1971.
- The Cabbage Patch (in: The Magazine of Fantasy and Science Fiction, December 1957)

1958:
- Pain Reaction (in: Super-Science Fiction, April 1958; als Theodore Cogswell, mit Hal Randolph)
- A Spudget for Thwilbert (in: Fantastic Universe, April 1958; als Theodore Cogswell)
- Thimgs (in: The Magazine of Fantasy and Science Fiction, May 1958)
- One to a Customer (in: Super-Science Fiction, June 1958)

1960:
- The Burning (in: The Magazine of Fantasy and Science Fiction, July 1960)
  - Deutsch: Alles zusammen heißt Mutter. Übersetzt von Tony Westermayr. In: Isaac Asimov, Martin H. Greenberg und Joseph D. Olander (Hrsg.): Feuerwerk der SF. Goldmann (Edition '84: Die positiven Utopien #8), 1984, ISBN 3-442-08408-3.

1961:
- Machine Record (1961, in: Science Fiction Adventures, No. 20; als Tevis Cogswell)

1962:
- Prisoner of Love (1962, in: Theodore R. Cogswell: The Wall Around the World)
- The Man Who Knew Grodnik (1962, in: Science Fantasy, #53 June)

1973:
- Paradise Regained (1973, in: Roger Elwood und Virginia Kidd (Hrsg.): Saving Worlds; mit Theodore L. Thomas als Cogswell Thomas)
- Probability Zero! The Population Implosion (1973, in: Harry Harrison (Hrsg.): Astounding: John W. Campbell Memorial Anthology; auch: The Population Implosion, 1974)
- Early Bird (1973, in: Harry Harrison (Hrsg.): Astounding: John W. Campbell Memorial Anthology; mit Theodore L. Thomas)

1975:
- Players at Null-G (in: The Magazine of Fantasy and Science Fiction, July 1975; mit Algis Budrys und Theodore L. Thomas)
- Grandfather Clause (in: The Magazine of Fantasy and Science Fiction, September 1975)

1981:
- Deal with the D.E.V.I.L. (in: Fantasy Book, December 1981)

Sachliteratur
- PITFCS: Proceedings of the Institute for Twenty-First Century Studies (1992)